# Paramacroxiphus maculatus
Paramacroxiphus maculatus är en insektsart som beskrevs av Sigfrid Ingrisch 2008. Paramacroxiphus maculatus ingår i släktet Paramacroxiphus och familjen vårtbitare. Inga underarter finns listade i Catalogue of Life.